# Міологія

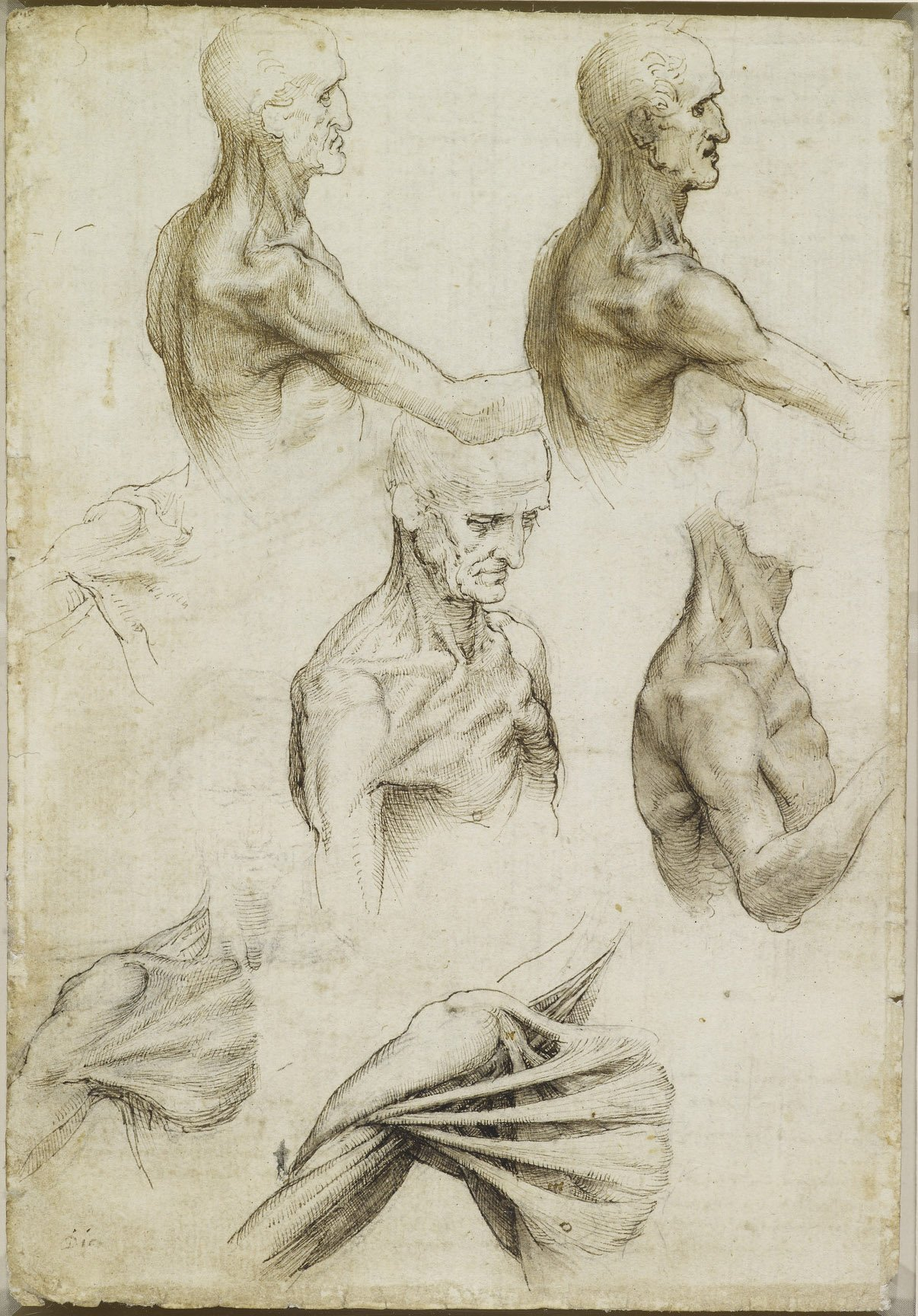
Замальовки м'язів верхньої кінцівки.
Леонардо да Вінчі (між 1510 і 1511 роками)

Міологія, або м'язозна́вство (від грец. μυς — м'яз і λόγος — вчення) ― розділ анатомії, який вивчає скелетні м'язи; наука про будову, розвиток, функціонування, анатомію і порівняльну анатомію м'язової системи.

## Історія
Перші дослідження м'язів сягають античних часів і найвагоміші з них пов'язані з давньогрецьким лікарем Гіппократом. Окрім нього, роль м'язів у функціонуванні опорно-рухового апарату описували також Арістотель і Гален. Зокрема останній, вивчаючи рухи, що забезпечує м'язова система людини і тварин, вперше вказав на наявність м'язів-антагоністів, які викликають рух у протилежних напрямках.
У Середні віки до розвитку міології доклав чимало зусиль перський лікар Авіценна, який уперше описав окорухові м'язи.
Основоположниками міології вважаються діячі доби Відродження Леонардо да Вінчі, якому належить низка малюнків м'язів з детальним їх описом, та Андреас Везалій, який систематизував анатомічні відомості про м'язи в своїй праці «De humani corporis fabrica libri septem».
У добу Просвітництва вагомий внесок у розвиток міології зробив англійський лікар-анатом Томас Вілліс, уперше описавши міофібрили та їхню роль у скороченні м'язів. Не менш вагому роль мав і російський лікар-хірург Микола Пирогов, що заклав основи вчення про допоміжні органи м'язів.